# Jarak (Sremska Mitrovica)
Jarak (v srbské cyrilici Јарак) je vesnice v Srbsku, administrativně součást města Sremska Mitrovica. Rozkládá se jihovýchodně od města, v blízkosti řeky Sávy. V roce 2011 zde bylo při sčítání lidu evidováno 2 039 obyvatel, drtivá většina z nich (93 %) je srbské národnosti.
V obci se nachází základní škola Jovana Jovanoviće Zmaje a kostel svatého Jiří, který patří Srbské pravoslavné církvi.
Stejně jako řada dalších obcí v regionu Sremu vznikl i Jarak během kolonizace oblasti po odchodu Turků. Obec má proto pravoúhlou uliční síť, kterou zachycují všechna historická mapování z dob Rakousko-Uherska.
Do obce vede silnice celostátního významu č. 23 a východně od ní prochází dálnice A8. Železniční spojení Jarak nemá. Na řece Sávě se rovněž nenachází v obci ani v její blízkosti přístav. Břeh obklopují jen rekreační chaty a dále od Jaraku potom rozsáhlé lužní lesy.